# Klaas van Dijk (politicus)
Klaas van Dijk (Meppel, 21 augustus 1925 - Assen, 11 januari 1995) was van 1963 tot 1976 Tweede Kamerlid voor de VVD.

## Biografie
Van Dijk was de zoon van een slager en werd remonstrants opgevoed. Hij studeerde in Groningen staatsrecht en sociologie. Promoveerde bij P.J. Bouman op een studie over radio en volksontwikkeling.
Hij sloot zich aan bij de vrijmetselarij
- Biografisch Portaal: 65964647
- Digitale Bibliotheek voor de Nederlandse Letteren: dijk075
- Gemeinsame Normdatei: 1046653377
- International Standard Name Identifier: 0000 0000 6685 0316
- Nationale Bibliotheek van Israël: 987007279715805171
- Nederlandse Thesaurus van Auteursnamen: 069544093
- Parlement.com: vg09ll0a3xxn
- Système universitaire de documentation: 149672683
- Virtual International Authority File: 93852035